# Willie Fung
Pour les articles homonymes, voir Fung.
Willie Fung est un acteur chinois, né le 3 mars 1896 à Canton (Guangdong ; alors dans l'Empire chinois), mort le 16 avril 1945 à Los Angeles (Californie).

## Biographie
Émigré aux États-Unis, Willie Fung apparaît au cinéma dans cent-trente-quatre films américains, sortis entre 1922 et 1944 (année précédant sa mort brutale, d'une crise cardiaque).
Second rôle de caractère (parfois non crédité) de type asiatique, il personnifie souvent des cuisiniers ou serviteurs, notamment dans des westerns, comme Hop-a-long Cassidy d'Howard Bretherton (1935, avec William Boyd dans le rôle-titre). 
Citons également La Belle de Saïgon de Victor Fleming (1932, avec Clark Gable et Jean Harlow), La Mascotte du régiment de John Ford (1937, avec Shirley Temple et Victor McLaglen), La Lettre de William Wyler (1940, avec Bette Davis et Herbert Marshall), ou encore Les Chevaliers du ciel de Michael Curtiz (1942, avec James Cagney et Dennis Morgan).

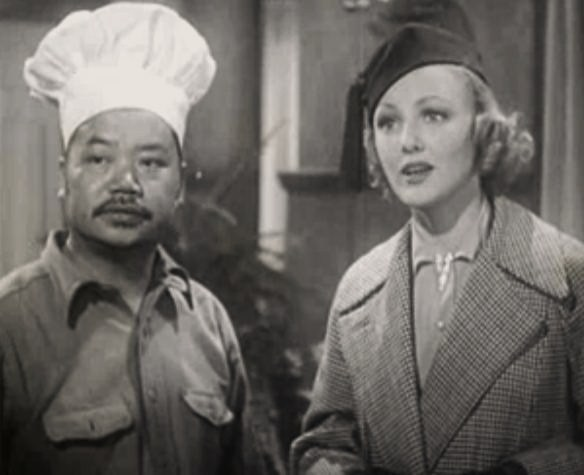
Dans Secret Valley (1937), avec Virginia Grey

## Filmographie partielle
- 1922 : La Fille du pirate (Hurricane's Gal) d'Allen Holubar
- 1924 : The Breaking Point de Herbert Brenon
- 1924 : Le Cheval de fer (The Iron Horse) de John Ford
- 1926 : Invalide par amour (Chip of the Flying U) de Lynn Reynolds
- 1926 : The Two-Gun Man de David Kirkland
- 1926 : L'Oiseau noir (The Blackbird) de Tod Browning
- 1927 : Old San Francisco, d'Alan Crosland
- 1927 : Whispering Smith Rides de Ray Taylor
- 1928 : L'Homme le plus laid du monde (The Way of the Strong) de Frank Capra
- 1929 : The Far Call d'Allan Dwan
- 1929 : Loin vers l'est (Where East is East) de Tod Browning
- 1930 : Dangerous Paradise de William A. Wellman
- 1930 : The Bad One de George Fitzmaurice
- 1930 : The Sea God de George Abbott
- 1931 : Three Girls Lost de Sidney Lanfield
- 1931 : L'Ange blanc (Night Nurse) de William A. Wellman
- 1931 : Gun Smoke (en) d'Edward Sloman
- 1931 : Quartier chinois (Chinatown After Dark) de Stuart Paton
- 1931 : West of Broadway de Harry Beaumont
- 1932 : La Belle de Saïgon (Red Dust) de Victor Fleming
- 1932 : Dans la nuit des pagodes (The Son-Daughter) de Clarence Brown
- 1932 : L'Honorable Monsieur Wong (The Hatchet Man) de William A. Wellman
- 1932 : Self Defense de Phil Rosen
- 1932 : Shanghaï Express (Shanghai Express) de Josef von Sternberg
- 1932 : Gangsters de Broadway (Panama Flo) de Ralph Murphy
- 1932 : La Grande Muraille (The Bitter Tea of General Yen) de Frank Capra
- 1933 : The Thrill Hunter (en) de George B. Seitz
- 1933 : The Narrow Corner, d'Alfred E. Green
- 1933 : Moi et le Baron (Meet the Baron) de Walter Lang
- 1934 : Franc Jeu (Gambling Lady) d'Archie Mayo
- 1934 : A Lost Lady d'Alfred E. Green
- 1934 : Sequoia de Chester M. Franklin et Edwin L. Marin
- 1935 : Hop-a-long Cassidy de Howard Bretherton
- 1935 : Lampes de Chine (Oil for the Lamps of China) de Mervyn LeRoy
- 1935 : L'Extravagant Mr Ruggles (Ruggles of Red Gap) de Leo McCarey
- 1935 : Rocky Mountain Mystery (en) de Charles Barton
- 1935 : Shanghai de James Flood
- 1935 : Red Morning de Wallace Fox
- 1935 : La Malle de Singapour (China Seas) de Tay Garnett
- 1936 : Ching-Ching (Stowaway) de William A. Seiter
- 1936 : Call of the Prairie (en) de Howard Bretherton
- 1936 : Le général est mort à l'aube (The General Died at Dawn) de Lewis Milestone
- 1936 : White Hunter d'Irving Cummings
- 1936 : Happy Go Lucky d'Aubrey Scotto
- 1936 : La Petite Provinciale (Small Town Girl) de William A. Wellman
- 1937 : Les Horizons perdus (Lost Horizon) de Frank Capra
- 1937 : Secret Valley de Howard Bretherton
- 1937 : La Mascotte du régiment (Wee Willie Winkie) de John Ford
- 1937 : The Trigger Trio (en) de William Witney
- 1937 : Une nation en marche (Wells Fargo) de Frank Lloyd
- 1937 : Git Along Little Dogies de Joseph Kane
- 1938 : Un envoyé très spécial (Too Hot to Handle) de Jack Conway
- 1938 : Border Wolves de Joseph H. Lewis
- 1938 : The Road to Reno de S. Sylvan Simon
- 1938 : La Dame des tropiques (Lady of the Tropics) de Jack Conway
- 1938 : Malfaiteurs au paradis (Sinners in Paradise) de James Whale
- 1939 : Honolulu d'Edward Buzzell
- 1939 : 6000 Enemies de George B. Seitz
- 1939 : Maisie d'Edwin L. Marin
- 1939 : Barricade (en) de Gregory Ratoff
- 1939 : Hawaiian Nights d'Albert S. Rogell
- 1940 : La Lettre (The Letter) de William Wyler
- 1940 : The Great Profile de Walter Lang
- 1940 : La Maison des sept péchés (Seven Sinners) de Tay Garnett
- 1941 : The Gay Falcon d'Irving Reis
- 1941 : Public Enemies d'Albert S. Rogell
- 1942 : Les Chevaliers du ciel (Captains of the Clouds) de Michael Curtiz
- 1942 : La Fièvre de l'or (North to the Klondike) d'Erle C. Kenton
- 1942 : Les Aventures de Tarzan à New York (Tarzan's New York Adventure) de Richard Thorpe
- 1942 : Le Cygne noir (The Black Swan) de Henry King
- 1942 : Les Écumeurs (The Spoilers), de Ray Enright
- 1942 : Tortilla Flat de Victor Fleming
- 1942 : Half Way to Shanghai de John Rawlins
- 1942 : Les Tigres volants (Flying Tigers) de David Miller
- 1942 : Guérilla en Chine (Destination Unknown) de Ray Taylor
- 1942 : The Moon and Sixpence d'Albert Lewin
- 1943 : They Got Me Covered de David Butler
- 1944 : Les Aventures de Mark Twain (The Adventures of Mark Twain) d'Irving Rapper